# Eriastrum abramsii
Eriastrum abramsii är en blågullsväxtart som först beskrevs av Adolph Daniel Edward Elmer, och fick sitt nu gällande namn av Mason. Eriastrum abramsii ingår i släktet Eriastrum och familjen blågullsväxter. Inga underarter finns listade i Catalogue of Life.